# الحزب الديمقراطي الاجتماعي (النيجر)
الحزب الاشتراكي الديمقراطي (بالفرنسية: Parti Social Démocrate) هو حزب سياسي في النيجر.

## التاريخ
تم إطلاق الحزب في عام 2015 من قبل الوزير السابق محمد بن عمر. لم يرشح مرشحًا رئاسيًا في الانتخابات العامة لعام 2016، لكنه فاز بمقعدين في الجمعية الوطنية.

## نتائج الانتخابات

### الجمعية الوطنية
| انتخابات | زعيم الحزب   | الأصوات | %         | المقاعد |
| -------- | ------------ | ------- | --------- | ------- |
| 2016     | محمد بن عمر  | 43,285  | 0.9 (#16) | 2 / 171 |
| 2020     | ابراهيم كاسو | 45,777  | 1.0 (#19) | 1 / 171 |